# Селфи обезьяны
Селфи обезьяны — серия изображений, сделанных хохлатым павианом с помощью фотографического оборудования, принадлежащего британскому фотографу Дэвиду Слейтеру.
Размещение этих изображений на Викискладе породило спор в середине 2014 года по поводу того, являются ли данные фотографии объектами авторского права как произведения искусства, созданные не человеком. Претензию Слейтера о нарушении авторских прав на изображения некоторые учёные и организации посчитали спорной, основываясь на факте, что обезьяна — это не субъект права (не человек), следовательно, она не может быть обладателем авторских прав. В декабре 2014 года Бюро авторского права США заявило, что произведения, созданные не человеком, не подлежат охране авторского права и, следовательно, переходят в общественное достояние. В 2016 году Федеральный судья США постановил, что обезьянам не могут принадлежать авторские права на изображения.
11 сентября 2017 года суд отклонил апелляцию PETA «от имени обезьяны» об авторстве. Взамен Слейтер пообещал отдать 25 % от всех средств, заработанных за счёт этих снимков, в пользу фонда защиты хохлатых макак.

## История создания
В 2011 году фотограф Дэвид Слейтер из Южного Уэльса отправился в Индонезию для фотографирования хохлатых павианов. Во время одной из съёмок Слейтер установил камеру на штатив и отошёл. Самка макаки попала в поле зрения объектива и нажала на пульт дистанционного спуска, сделав несколько фотографий. Большинство из этих фотографий было непригодным для использования, но некоторые получились очень качественными; впоследствии Слейтер опубликовал их как «селфи обезьяны» (англ. monkey’s selfie). Слейтер лицензировал изображения Caters News Agency, исходя из того, что авторские права на фотографии принадлежат ему. Слейтер утверждал, что он «спроектировал» фото: «Это было моё мастерство и моя идея оставить их, чтобы они поиграли с камерой, и это всё было в моём поле зрения. Я знал, что обезьяны с большой степенью вероятности это сделают, и я это прогнозировал. Я знал, что есть вероятность того, что будут сделаны фотографии».

## Вопросы авторского права
Случай с авторскими правами Слейтера обсуждался в блоге Techdirt, где утверждалось, что фотография находится в общественном достоянии по причине того, что обезьяна не может выступать субъектом права, другими словами — лицом, способным обладать правами, в том числе авторскими. Кроме того, Слейтеру не могли принадлежать авторские права на фото, потому что он фактически не участвовал в его создании.
Позже Caters News Agency обратились с просьбой удалить фотографию из блога Майка Масника, сославшись на отсутствие разрешения на публикацию. Представитель агентства заявил, что журналист «нагло поднял» эти фотографии откуда-то, вероятно из The Daily Mail Online. Caters News Agency продолжали требовать удаления фотографий (несмотря на утверждения Масника, что, если бы фотографии охранялись авторским правом, их можно было бы использовать на Techdirt под лицензией добросовестного использования, принятой в авторском праве США практике).
Фотографии были также загружены на Викисклад, один из проектов Фонда Викимедиа. На Викисклад возможна загрузка файлов только под свободными лицензиями, либо не пересекающих порог оригинальности. На сайте также есть специальный шаблон для фотографий в открытом доступе, сообщающий, что данное произведение было создано не человеком, а следовательно, находится в общественном достоянии. Слейтер просил Викимедиа, владеющие Викискладом, либо платить за использование фотографий или же удалить их из Викисклада, утверждая, что он обладает авторскими правами на них. Его претензии были отвергнуты организацией, установившей, что никто не может претендовать на авторское право созданных обезьяной фотографий. Запрос был обнародован в рамках прозрачного доклада, опубликованного фондом в августе 2014 года.
Слейтер рассказал Би-би-си, что понёс финансовые убытки в результате загрузки фотографии на Викисклад: «Я получил 2000 £ [за этот снимок] в первый год после его создания. После его появления в Википедии вся заинтересованность в покупке прошла. Трудно назвать цифру, но я думаю, я потерял 10 000 £ или более. Это убивает мой бизнес». Слейтер был процитирован The Daily Telegraph: «Чего они [Викимедиа] не понимают, так это того, что подобные вопросы должен решать суд».
Американские и британские юристы в сфере интеллектуальной собственности Мэри М. Лурия и Чарльз Свон утверждают, что, поскольку создателем фотографии является животное, а не человек, речи об авторских правах не может быть в принципе, независимо от того, кому принадлежит оборудование, с помощью которого была создана фотография. Тем не менее, британский адвокат Кристина Микалос заявила, что на основе британского закона об искусстве, генерируемом компьютером, можно утверждать о том, что фотограф может быть владельцем авторских прав на фотографии по факту владения им установленной на штатив камерой. Точно так же лондонский юрист Серена Тирни считает, что «если он установил угол съёмки, настроил оборудование для получения изображения с конкретными установками света и теней, настроил эффекты, установил экспозицию или использовал фильтры или другие специальные настройки света и всего необходимого, что есть в кадре, а весь вклад обезьяны заключался в нажатии на кнопку, то он имеет все основания утверждать, что на данную фотографию распространяется закон об авторских правах и именно он является её автором и обладателем прав на неё». Кроме того, Андрес Гуадамуз, преподаватель в сфере права интеллектуальной собственности в Университете Сассекса, пишет, что существующая практика Европейского прецедентного права, особенно дело Infopaq International A/S v Danske Dagblades Forening, показывает, что сам факт отбора фотографий достаточен для гарантирования оригинальности, если этот процесс отражает личность фотографа.
22 декабря 2014 года Бюро авторского права США пояснило свою позицию, объяснив, что произведения, созданные не людьми, не являются объектами авторского права, и указав в качестве примеров «фотографии, сделанные обезьянами».
Слейтер заявил, что намерен подать иск в суд на Википедию за нарушение авторских прав своих произведений.

## Викимания-2014
На Викимании-2014 в Барбикан-центре в Лондоне одной из тем докладов стала «Monkey-selfie selfie», Конференцию посетил один из основателей Википедии, соучредитель и член правления Фонда Викимедиа Джимми Уэйлс. На мероприятии он сделал селфи с печатной копией фотографии макаки. Реакция на эти автопортреты с предварительно напечатанными фотографиями обезьяны была неоднозначной. Участник Википедии Андреас Кольбе написал в Wikipediocracy, что Уэйлс подвергся критике со стороны некоторых пользователей Твиттера и Википедии за свои действия, которые многим «показались бестактным злорадством».

## Иск PETA
22 сентября 2015 года организация Люди за этичное обращение с животными (РЕТА) подала иск в окружной суд США по Северному округу штата Калифорния с просьбой обеспечить обезьянам возможность выступать субъектами авторского права и предоставить PETA администрирование финансовых поступлений от фотографий в пользу обезьяны и других хохлатых павианов на территории заповедника на Сулавеси. В ноябре стало известно, что PETA, возможно, перепутали павиана, указав в заявлении не ту обезьяну.
Во время слушаний в январе 2016 года Окружной судья США Уильям Оррик заявил, что авторское право не распространяется на животных. Оррик прекратил производство по делу 28 января. PETA подала апелляцию в Апелляционный суд девятого округа США, но затем отказалась от неё.